# Thecla tacita
Thecla tacita är en fjärilsart som beskrevs av Edwards 1881. Thecla tacita ingår i släktet Thecla och familjen juvelvingar. Inga underarter finns listade i Catalogue of Life.